# Lijst van vlaggen van Roemenië
Dit is een lijst van vlaggen van Roemenië.

## Nationale vlag (perFIAV-codering)

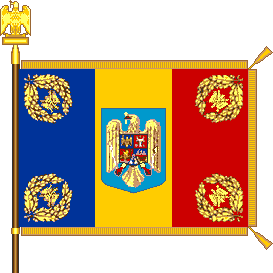
Alternatieve oorlogsvlag te land

|          | Civiele vlag | Staatsvlag | Oorlogsvlag |
| -------- | ------------ | ---------- | ----------- |
| Te land  | · ?          | · ?        | · ?         |
| Te water | · ?          | · ?        | · ?         |

## Vlaggen van bestuurders
| Vlag | Periode | Functie                          | Beschrijving                                                        |
| ---- | ------- | -------------------------------- | ------------------------------------------------------------------- |
|      |         | Vlag van de president            | De Roemeense vlag in een blauw kader met een goudkleurige sierrand. |
|      |         | Vlag van de minister-president   | De Roemeense vlag in een geel kader.                                |
|      |         | Vlag van een lid van de regering | De Roemeense vlag in het kanton van een witte vlag.                 |

## Vlaggen van minderheden
| Vlag | Periode | Functie                                      | Beschrijving |
| ---- | ------- | -------------------------------------------- | ------------ |
|      |         | Vlag van de Hongaarse minderheid in Roemenië |              |
|      |         | Vlag van de Aroemenen                        |              |

## Militaire vlaggen
De oorlogsvlag is reeds in de eerste tabel te vinden.

### Identificatievlaggen van het leger
De Identificatievlaggen van het leger (Roemeens: Drapele de identificare) zijn vier vlaggen. Ze vertegenwoordigen de Roemeense Generale Staf (Statul Major General), Roemeense Landmacht (Statul Major al Forțelor Terestre), Roemeense Marine (Statul Major al Forțelor Navale) en de Roemeense Luchtmacht (Statul Major al Forțelor Aeriene).
| Vlag | Periode | Functie                          | Beschrijving |
| ---- | ------- | -------------------------------- | --- |
|      |         | Vlag van de Generale Staf        | De identificatievlag van de Roemeense Generale Staf is geel. In het midden bevindt zich het wapen van de Roemeense Generale Staf. In de hoeken bevinden zich de embleems van de landmacht, luchtmacht en marine. Onder het wapen zijn er vier symmetrische gouden vijfpuntige sterren. Op de keerzijde van de vlag worden Sint-Joris, Sint-Maria en Sint-Ilie, de verdedigers van het Roemeense Leger, afgebeeld. |
|      |         | Vlag van de Roemeense Landmacht  | |
|      |         | Vlag van de Roemeense Luchtmacht | |
|      |         | Vlag van de Roemeense Marine     | |

### Overige militaire vlaggen
| Vlag | Periode | Functie | Beschrijving |
| ---- | ------- | ------- | ------------ |
|      |         | Geus    |              |